# Granica chorwacko-słoweńska
Granica chorwacko-słoweńska – granica międzypaństwowa pomiędzy Chorwacją i Słowenią na odcinku 670 kilometrów.
Początek granicy na północy znajduje się w miejscu styku granic Węgier, Słowenii i Chorwacji u ujścia rzeki Lendava do rzeki Mura. Następnie granica biegnie w kierunku zachodnim rzeką Mura, na zachód od chorwackiej miejscowości Štrigova skręca na południe i dochodzi do rzeki Drawa, na wschód od słoweńskiej miejscowości Središče ob Dravi. Biegnie następnie rzeką Drawa w kierunku zachodnim, by za miejscowością Ormož przybrać kierunek południowo-zachodni. Biegnie przez pasmo Macelj, zostawiając po stronie słoweńskiej Rogatec, Podčetrtek i dochodzi do rzeki Sutla. Rzeką Sutla do jej ujścia do Sawy, przecina rzekę, biegnie przez pasmo Gorjanici (Trdinov vrh 1181 m n.p.m.) i dochodzi do rzeki Kupa, na wschód od miejscowości Metlika, biegnie rzeką w kierunku południowo-zachodnim, omija łukiem chorwacką miejscowość Prezid, przecina Góry Dynarskie na wschód od góry Snežnik (1796 m n.p.m.), biegnie między słoweńską miejscowością Jelšane i chorwacką Šapjane, przecina pasmo Ćićarija i dochodzi do rzeki Dragonja, biegnie jej korytem do ujścia do Zatoki Pirańskiej.
Granica powstała 25 czerwca 1991 roku, kiedy to obydwa kraje tworzące granicę wystąpiły z Socjalistycznej Federacyjnej Republiki Jugosławii (SFRJ).
W latach 1947–1991 była to wewnętrzna granica, o identycznym przebiegu, pomiędzy republikami wchodzącymi w skład SFRJ. W 1992 r. Komisja Arbitrażowa Konferencji Pokojowej w sprawie Jugosławii zdecydowała, że granice między byłymi republikami związkowymi powinny stać się ich międzynarodowymi granicami. Słowenia i Chorwacja próbowały następnie porozumieć się nt. doprecyzowania granicy. W 2001 roku premierzy obu państw podpisali porozumienie Drnovšek-Račan, na mocy którego Słowenia miała otrzymać ⅔ Zatoki Pirańskiej oraz część morza terytorialnego Chorwacji, jednak chorwacka opozycja skrytykowała jego zapisy i porozumienie nie zostało ratyfikowane przez parlament.
Po wstąpieniu Słowenii do Unii Europejskiej w 2004 roku, jej władze blokowały przystąpienie Chorwacji i dopiero w 2009 roku Chorwacja zgodziła się spór oddać przed Stały Trybunał Arbitrażowy w Hadze. W 2015 r. chorwackie media ujawniły, że przedstawicielka rządu Słowenii usiłowała wpłynąć na sędziów w celu uzyskania korzystnego dla Słowenii werdyktu. Ostatecznie skład trybunału zmieniono, a 29 czerwca 2017 r. trybunał wydał werdykt, w którym w większości spornych fragmentów granicy lądowej przyznał rację Chorwacji, a na odcinkach granicy na wodach Zatoki Pirańskiej – Słowenii.
Zgodnie z treścią chorwacko-słoweńskiego porozumienia o arbitrażu z 2009 roku wyrok miał być wdrożony w ciągu pół roku od jego ogłoszenia, jednak władze Chorwacji odmówiły wcielenia go w życie, a Słoweńcy realizowali tylko te punkty, które są dla nich korzystne.